# 오두산 통일전망대

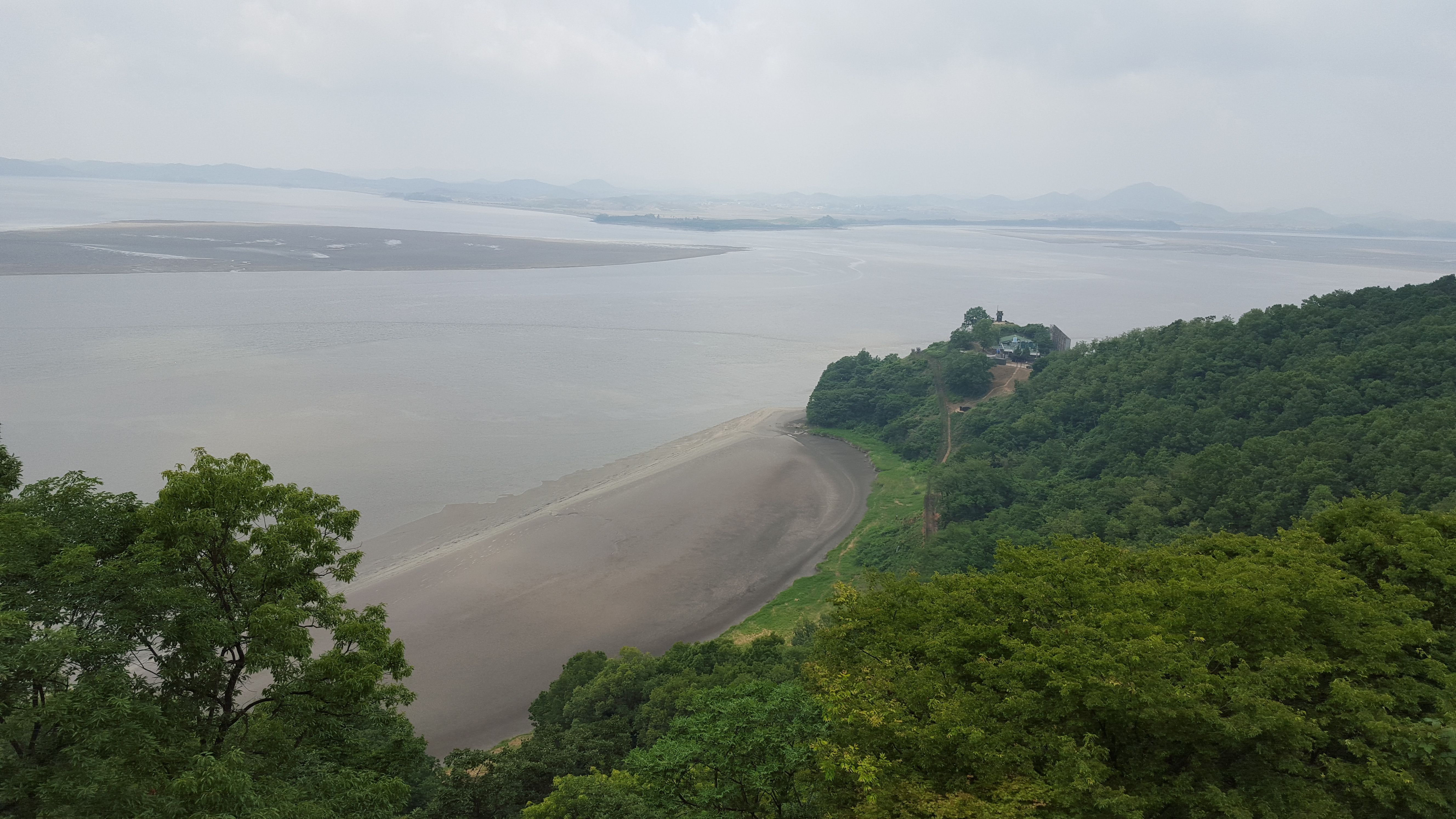
오두산 통일전망대에서 바라 본 북측의 모습

오두산 통일전망대(烏頭山 統一展望臺)는 대한민국 경기도 파주시 탄현면 성동리에 위치한 관광지이다. 한강과 임진강이 만나는 오두산에 세워진 안보 교육장이다. 원형전망실은 개성의 송악산까지 볼 수 있다. 주차장에서 셔틀버스가 무료로 운행된다.

## 역사
1990년 1월 22일 청와대로부터 오두산 개발에 관한 검토지시가 있었고, 1991년 6월 4일 통일전망대 건립기공식이 있었다. 1992년 9월 8일에 개관한 이래 2010년 8월 현재 총 방문객이 1천6백만명을 넘어섰다.

## 시설
1층에는 로비, 기획전시장, 북한전시실, 북한생활체험실, 통일염원실이 있고, 2층에는 북한영상실, 소극장, 통일전시실이 있다. 원형전망실은 3,4층에 있다. 지하1층에는 북한상품 및 기념품 판매점과 식당이 있다. 옥외에 있는 망원경으로 북한을 바라 볼 수 있으며, 통일기원북, 평화의 상징탑, 고당 조만식 선생 동상, 망배단, 야외쉼터, 오두산성이 있다.

## 운영
2005년 5월 1일 이후로는 휴관일 없이 운영하고 있다.

## 입장료
현재 무료로 이용 가능하다